# Johan Götlind

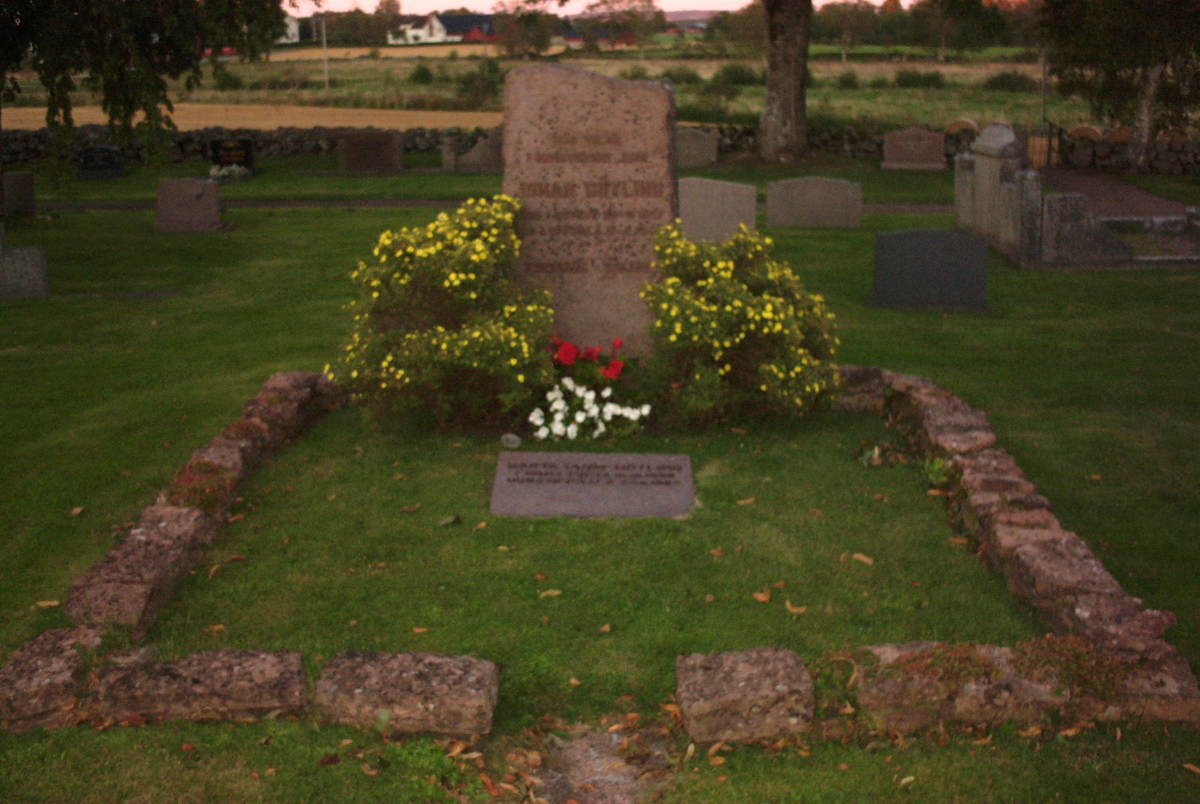
Johan Götlinds grav på Göteve kyrkogård utanför Falköping.

Johan Alfred Götlind, född 29 september 1887 i Göteve socken i Västergötland, död 11 april 1940 i Uppsala, var en svensk dialektforskare och folklivsforskare. Hans huvudämne var nordiska språk och han forskade framför allt på västgötska. 

## Biografi
Johan Götlind växte upp på gården Backor i Göteve utanför Falköping. Som barn skrev han gärna dikter i olika tidningar. Han var även aktiv i ungdomsföreningen Fosforos i grannsocknen Floby. Som femtonåring blev Götlind antagen på Fjellstedtska skolan i Uppsala. I unga år var Götlind flera gånger talare vid de av Excelsiorförbundet anordnade midsommarmötena i Västergötland. 
Götlind började 1909 läsa litteraturhistoria vid Uppsala universitet. Han växlade strax över till nordiska språk med professorerna Adolf Noreen och Otto von Friesen som lärare. Han blev 1917 sekreterare i Västgöta folkmålskommitté. Han gifte sig samma år med studiekamraten Märta Tamm-Götlind, tillsammans fick de två söner. Han doktorerade 1918 vid Uppsala universitet med avhandlingen Studier i västsvensk ordbildning. De produktiva avledningssuffixen och deras funktioner hos substantiven i Göteve-målet. Han började samma år att arbeta vid Uppsala landsmålsarkiv (ULMA), som bildats några år tidigare av Herman Geijer och som senare blev en del i Språk- och folkminnesinstitutet (SOFI), vilket sedan 2006 heter Institutet för språk och folkminnen. 1927 grundade han Falbygdens hembygds- och fornminnesförenings tidskrift Falbygden och han var redaktör för de fyra första numren. 1928 blev han docent i nordisk folkmåls- och folkminnesforskning. 
Götlind avled 1940 av en hjärntumör, som han troligen lidit av sedan 1917. Han begravdes i sin hemsocken Göteve. Götlinds verk Västergötlands folkmål färdigställdes efter hans död av Samuel Landtmanson.

## Bibliografi

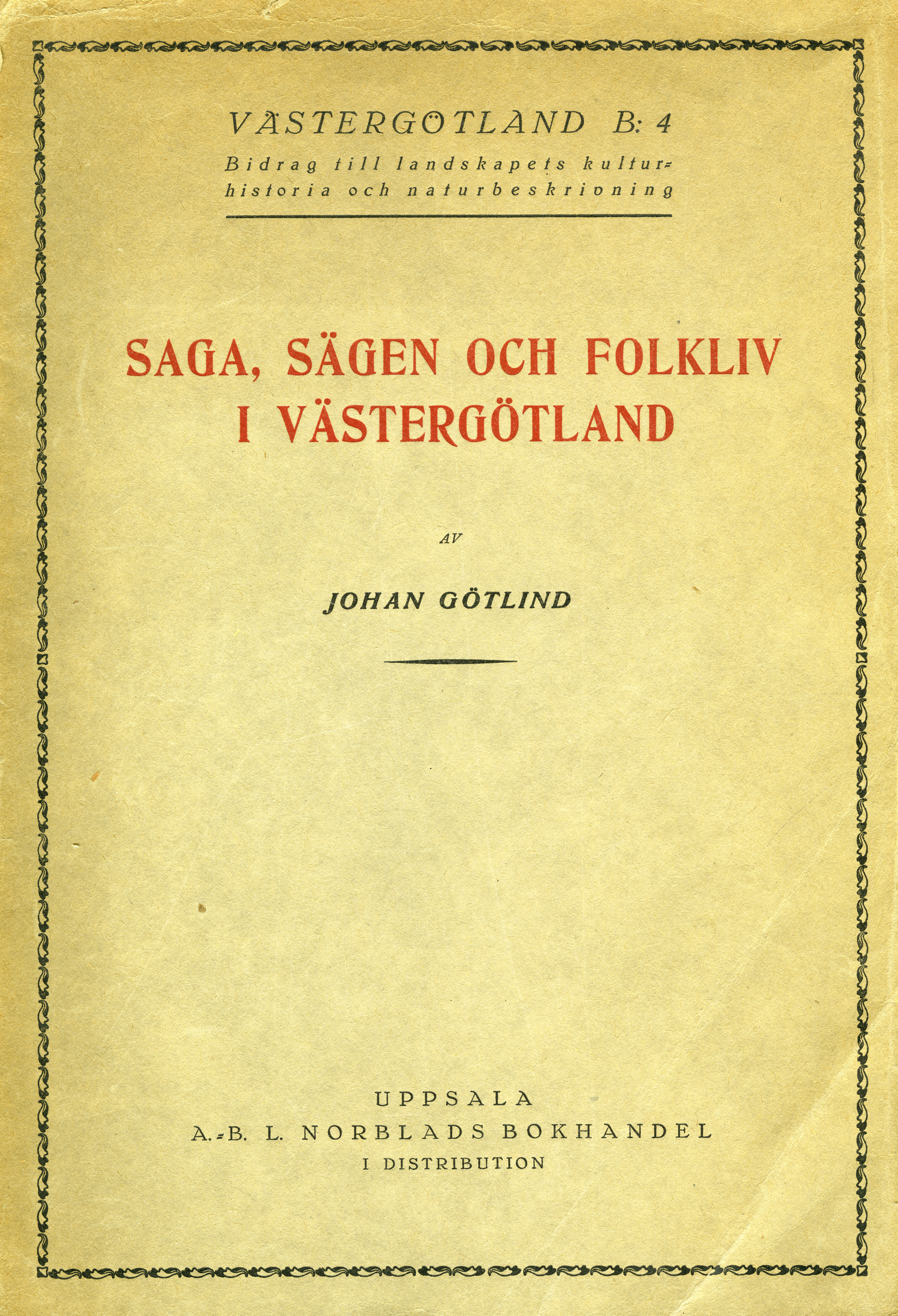
Saga, sägen och folkliv i Västergötland (1926).
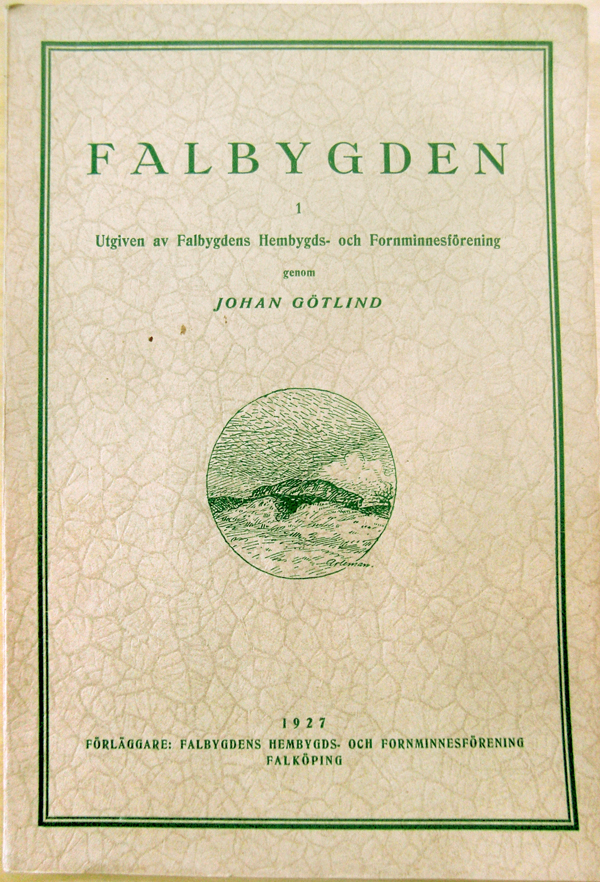
Första numret av Falbygden (1927).
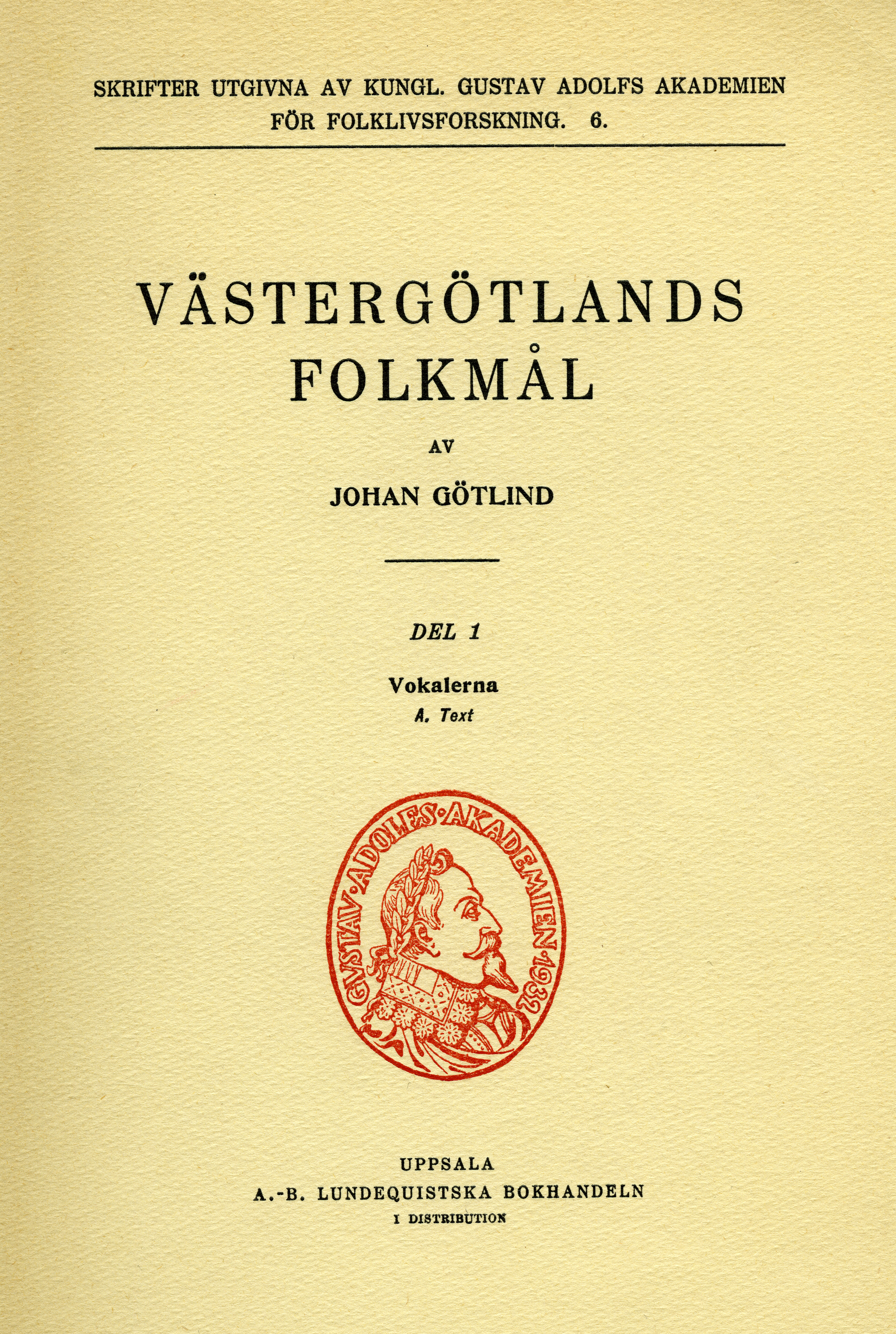
Västergötlands folkmål (1940).

### Redaktör
- Visor tryckta i år : text och melodier. Stockholm: Bonnier. 1917. Libris 1661082
- En västgötabok. Sala. 1919. Libris 432502
- Falbygden : 1. Falköping: Utg. 1927. Libris 12745789
- Falbygden : 2. Falköping: Utg. 1933. Libris 1353884
- Nordisk kultur : samlingsverk. 24. A Idrott och lek. Stockholm: Bonnier. 1933. Libris 128244
- Falbygden : 3. Falköping: Utg. 1936. Libris 12745768